# Mark Herrier
Mark Herrier, né le 6 octobre 1954, est un acteur américain.

## Biographie
Il est connu pour son rôle de Billy dans le film comique Porky's sorti en 1982. En 1983, il joua dans la suite Porky's II: The Next Day, et dans le volet 3 de 1985 Porky's Contre-Attaque. Mark Herrier a également tenu le premier rôle dans le film Tank en 1984. Il a également dirigé deux films, Popcorn (1991) et I Like Mike en 2004.

## Filmographie

### Cinéma
- 1981 : Porky's de Bob Clark : Billy
- 1983 : Porky's II: The Next Day de Bob Clark : Billy
- 1984 : Tank de Marvin J. Chomsky : Elliott
- 1985 : Porky's Contre-Attaque (Porky's Revenge) de James Komack : Billy
- 1987 : Real Men de Dennis Feldman : Bradshaw

### Télévision

#### Téléfilms
- 1984 : Spraggue de Larry Elikann : Randy Hern

#### Séries télévisées
- 1983 : MASH : Corp. Stoddard
- 1983 : Oh Madeline (en) :
- 1988 : The Cavanaughs (en) : Richard Weber
- 1988 : Freddy, le cauchemar de vos nuits (Freddy's Nightmares, a Nightmare on Elm Street: The Series) : Gene Stratton
- 1989 : Le Cavalier solitaire (Paradise puis Guns of Paradise) : Frank
- 1989 : Arabesque (Murder, She Wrote) : Barry Sanderson
- 1991 : Le Père Dowling (Father Dowling Mysteries) :
- 1998 : The Practice : Bobby Donnell et Associés : Dr Walter Matthews
- 2001 : Gideon's Crossing :

### Réalisateur
- 1991 : Popcorn
- 2004 : I Like Mike
- 2008 : X-treme Weekend